# Hans van Houwelingen (Mathematiker)

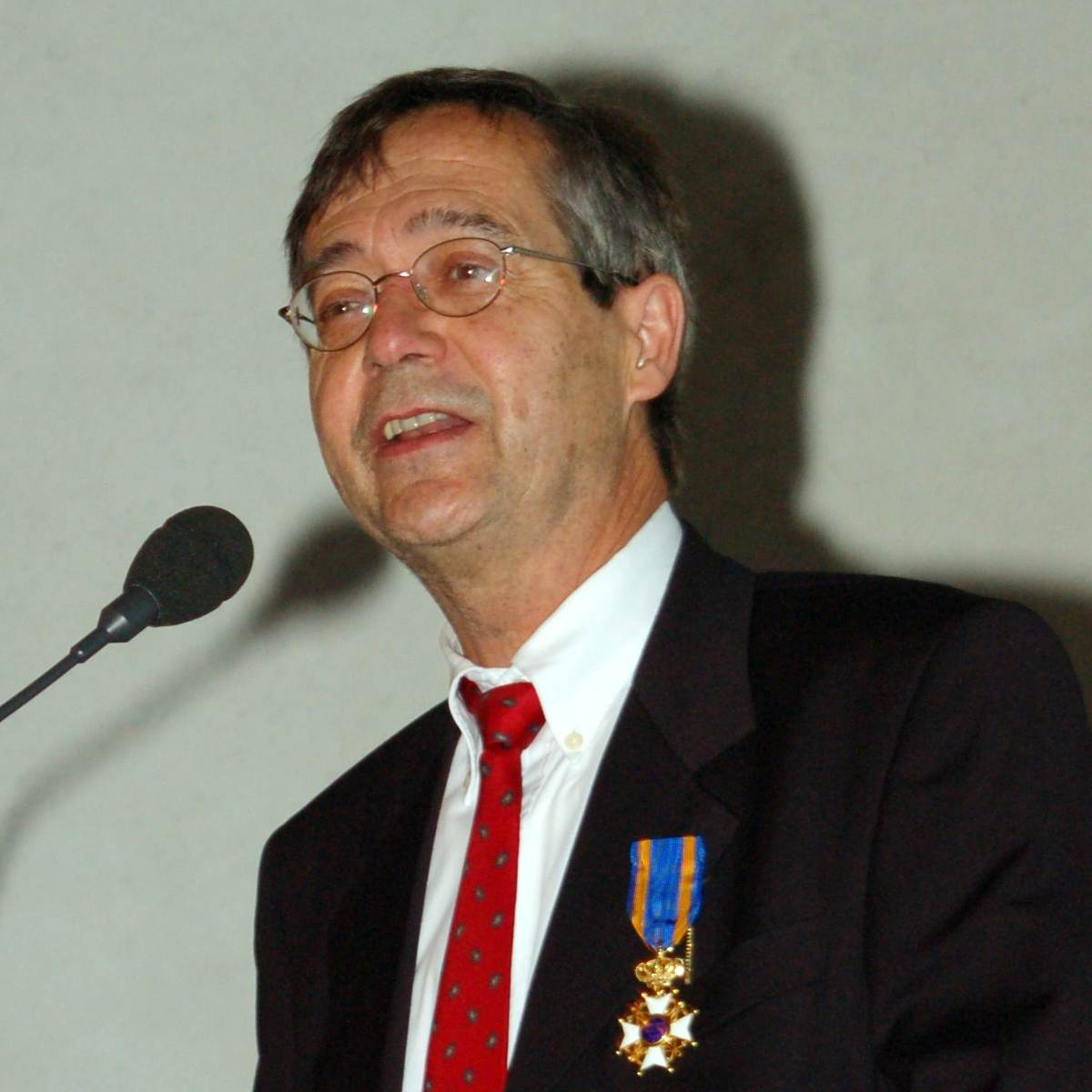
Hans van Houwelingen während seiner Abschiedsrede am 26. November 2008

Johannes Cornelis (Hans) van Houwelingen (* 25. März 1945 in Rotterdam) ist ein niederländischer Mathematiker und emeritierter Professor für medizinische Statistik an der Universität Leiden.

## Karriere
Nach seinem Abschluss an der Universität Utrecht im Jahr 1968 mit Hauptfach Mathematik sowie Theoretische Physik und Mathematische Statistik als Nebenfächer, begann van Houwelingen am Institut für mathematische Statistik der Universität Utrecht zu arbeiten. Im Jahr 1969 wechselte er zu Philips. Ein Jahr später kehrte er an das Institut zurück. Van Houwelingen promovierte 1973 an der Universität Utrecht. Seine Dissertation mit dem Titel „On empirical Bayes rules for the continuous one-parameter exponential family“ wurde von Gerard Jan Leppink betreut. 1986 wurde er zum Professor an der Universität Leiden ernannt.
In seiner Abschiedsrede am 26. November 2008 sagte van Houwelingen: „Das Unerwartete zu erwarten ist eine sehr treffende Jobbeschreibung für einen Biostatistiker. Die Aufgabe von Statistikern ist es, vorherzusehen was passieren könnte, und anderen dabei zu helfen, vernünftige Antworten zu finden. Diese Aufgabe ist nicht auf die Beratung anderer beschränkt. Sie betrifft auch die Forschung auf ihrem eigenen Gebiet.“ Er publiziert weiterhin als emeritierter Professor.

## Auszeichnungen und Ehrungen
| Jahr | Organisation                                        | Auszeichnung/Ehrung                                                                                          |
| ---- | --------------------------------------------------- | --- |
| 1992 | Biometrics Section of Dutch Statistical Society     | Dutch Biometry Award für ein gemeinsames Paper mit S. le Cessie                                              |
| 1994 | Biometrics Section of Dutch Statistical Society     | Dutch Biometry Award für ein gemeinsames Paper mit P.J.M. Verweij                                            |
| 2001 | American Statistical Association                    | Mitglied (Fellow)                                                                                            |
| 2006 | Biometrics Section of Dutch Statistical Society     | Dutch Biometry Award für ein gemeinsames Paper mit R. Elgalta, J.J. Houwing-Duistermaat, C. van Duijn        |
| 2007 | Dutch region of the International Biometric Society | Ehrenmitglied                                                                                                |
| 2008 | Biometrics Section of Dutch Statistical Society     | Ehrenmitglied                                                                                                |
| 2008 | Königreich der Niederlande                          | Ritter des Ordens vom Niederländischen Löwen (26. November 2008)                                             |
| 2010 | International Biometric Society                     | Eine Ausgabe des Biometrical Journal wurde van Houwelingen gewidmet                                          |
| 2011 | International Society for Clinical Biostatistics    | Ehrenmitglied                                                                                                |
| 2015 | Biometrics Section of Dutch Statistical Society     | Der alle zwei Jahre vergebene BMS-ANed Biometry Award wurde in Hans van Houwelingen Biometry Award umbenannt |
| 2018 | International Biometric Society                     | Ehrenmitglied auf Lebenszeit (am 10. Juli 2018 bei der Verleihung der IBS Awards)                            |

## Bücher
- Inleiding tot de medische statistiek (in Holländisch), 1993, mit Theo Stijnen und Roel van Strik, ISBN 9789036813037[16]
- Dynamic Prediction in Clinical Survival Analysis, 2011, mit Hein Putter, publiziert von Taylor & Francis, ISBN 9781439835333[17]
- Handbook of Survival Analysis, 2013, mit John P. Klein, Joseph G. Ibrahim, und Thomas H. Scheike, publiziert von Taylor & Francis, ISBN 9781466555662[18]